# Into the Dark
Into the Dark é uma série de televisão americana antologia de horror que estreou em 5 de outubro de 2018, no Hulu. A série consiste em doze episódios de longa duração, cada um com um mês de intervalo, que se concentram em um feriado encontrado no mês em que são lançados. A série é produzida pela divisão de televisão da Blumhouse Productions, com o fundador Jason Blum, produtor executivo de cada episódio. Cada episódio apresenta seu próprio elenco e diretor, com diretores incluindo Patrick Lussier, Nacho Vigalondo, Sophia Takal, Daniel Stamm, James Roday, Patrick Casey e Josh Miller contribuindo com parcelas.

## Premissa
Cada episódio da série é inspirado em um feriado do mês em que é lançado.
O primeiro episódio é ambientado na "cultura da selfie de Los Angeles na noite de Halloween" e segue "um assassino sofisticado e confiante que sempre realiza seu trabalho com estilo". O segundo episódio acontece no Dia de Ação de Graças, quando "um ano após a morte de sua mãe, Kimberly começa a suspeitar que está em perigo em casa, mas não pode sair e não sabe em quem pode confiar". O terceiro episódio segue "Wilson, um ator cuja vida vira de cabeça para baixo quando ele concorda em fazer o mascote de um novo brinquedo popular".
O quarto episódio centra-se em "um grupo de velhos amigos do ensino médio que se reúnem em uma casa para a véspera de Ano Novo, onde são forçados a enfrentar traumas de seu passado". O quinto episódio começa quando "um par de funcionários de escritório fica preso em um elevador durante um longo fim de semana no Dia dos Namorados, mas o que a princípio promete ser uma conexão romântica torna-se perigoso e horripilante". O sexto episódio conta a história do "chef celebu, Peter Rake, que tenta escapar de uma onda recente de exposição a tablóides negativos, retirando-se para a propriedade de férias de sua família na floresta. Mas os fantasmas do passado de Peter estão em toda parte e as dívidas serão liquidadas logo, ele percebe que o lugar de uma mulher é em qualquer lugar que ela escolhe.

## Episódios
| N.º | Título                      | Dirigido por                | Escrito por                                        | Exibição original      |
| --- | --------------------------- | --------------------------- | -------------------------------------------------- | ---------------------- |
| 1 | "The Body"                  | Paul Davis                  | Paul Fisher & Paul Davis                           | 5 de outubro de 2018   |
| No Halloween, um assassino profissional assassina seu alvo e o envolve como uma múmia para descartá-lo. Em seu caminho para se desfazer do corpo, ele se vê arrastado para uma festa de Halloween. Elenco : Tom Bateman como Wilkes, Rebecca Rittenhouse como Maggie, Aurora Perrineau como Dorothy, David Hull como Allan, Ray Santiago como Jack, Harvey Guillén como Nick, Max Adler como Oficial Freer.                                                                 |                             |                             |                                                    |                        |
| 2 | "Flesh & Blood"             | Patrick Lussier             | Louis Ackerman                                     | 2 de novembro de 2018  |
| No Dia de Ação de Graças, uma menina agorafóbica desconfia do comportamento obscuro de seu pai envolvendo garotas desaparecidas em seu bairro. Elenco : Dermot Mulroney como Henry Tooms, Diana Silvers como Kimberly Tooms, Tembi Locke como Dra. Helen Saunders, Meredith Salenger como Rose Tooms. |                             |                             |                                                    |                        |
| 3 | "Pooka!"                    | Nacho Vigalondo             | Gerald Olson                                       | 7 de dezembro de 2018  |
| No Natal, um ator desempregado é contratado para ser o mascote do brinquedo Pooka, embora o traje comece a afetá-lo no modo "malvado". Elenco : Nyasha Hatendi como Wilson, Latarsha Rose como Melanie, Jon Daly como Finn, Dale Dickey como Red, Jonny Berryman como Ty. |                             |                             |                                                    |                        |
| 4 | "New Year, New You"         | Sophia Takal                | Sophia Takal & Adam Gaines                         | 28 de dezembro de 2018 |
| Na véspera de Ano Novo, uma babá planeja se vingar de uma influenciadora digital, por no passado intimidar uma garota o suficiente para ela cometer suicídio. Elenco : Suki Waterhouse como Alexis, Carly Chaikin como Danielle, Kirby Howell-Baptiste como Kayla, Melissa Bergland como Chloe. |                             |                             |                                                    |                        |
| 5 | "Down"                      | Daniel Stamm                | Kent Kubena                                        | 1 de fevereiro de 2019 |
| Em um arranha-céus no Dia dos Namorados, um casal de funcionários do escritório fica presos em um elevador depois de trabalhar até tarde. Elenco : Matt Lauria como Guy / John Deakins, Natalie Martinez como Jennifer Robbins, Arnie Pantoja como Eddie, Christina Leone como Ruby, Diane Sellers como assistente. |                             |                             |                                                    |                        |
| 6 | "Treehouse"                 | James Roday                 | James Roday e Todd Harthan                         | 1 de março de 2019     |
| No Dia Internacional da Mulher, um famoso chefão, evitando a má imprensa, é direcionado à propriedade de sua família por um grupo de "bruxas" que tentam puni-lo por seus crimes contra as mulheres com evidências fotográficas dele em uma antiga casa na árvore. Elenco : Jimmi Simpson como Peter Rake, Mary McCormack como Lilith, Shaunette Renée Wilson como Marie, Maggie Lawson como Becca Wheeler, Stephanie Beatriz como Elena, Julianna Guill como Kara Wheeler. |                             |                             |                                                    |                        |
| 7 | "I'm Just F*cking With You" | Adam Mason                  | Gregg Zehentner e Scott Barkan                     | 1 de abril de 2019     |
| No Dia da Mentira, um jovem e sua irmã ficam em um motel isolado onde enfrentam um hóspede com uma sede por pegadinhas. Elenco : Keir O'Donnell como Larry Adams, Hayes MacArthur como Chester Conklin, Jessica McNamee como Rachel Adams. |                             |                             |                                                    |                        |
| 8 | "All That We Destroy"       | Chelsea Stardust            | Sean Keller e Jim Agnew                            | 3 de maio de 2019      |
| No Dia das Mães, uma geneticista descobre que seu filho tem as tendências de um serial killer. Para encontrar uma cura, ela cria clones para ele liberar seus impulsos violentos. Elenco : Israel Broussard como Spencer Harris, Aurora Perrineau como Ashley Prime, Dora Madison como Marissa Cornell, Frank Whaley como Parker, Samantha Mathis como Dra. Victoria Harris.                                                                                                |                             |                             |                                                    |                        |
| 9 | "They Come Knocking"        | Adam Mason                  | Shane Van Dyke e Carey Van Dyke                    | 7 de junho de 2019     |
| No Dia dos Pais, um homem que perdeu sua esposa para o câncer leva suas duas filhas em uma viagem para o deserto. Eles logo se encontram na mira de entidades sobrenaturais aterrorizantes. Elenco : Clayne Crawford como Nathan, Josephine Langford como Clair, Lia McHugh como Maggie Singer, Robyn Lively como Val. |                             |                             |                                                    |                        |
| 10 | "Culture Shock"             | Gigi Saul Guerrero          | James Benson, Efren Hernandez e Gigi Saul Guerrero | 4 de julho de 2019     |
| No Dia da Independência, uma jovem mexicana está em busca do Sonho Americano. Isso faz com que ela cruze a fronteira para os Estados Unidos, onde ela logo se encontra em um pesadelo americano. Elenco : Martha Higareda como Marisol Ramirez, Richard Cabral como Santo Cristobal, Shawn Ashmore como Thomas, Barbara Crampton como Betty, Creed Bratton como George Atwood.                                                                                              |                             |                             |                                                    |                        |
| 11 | "School Spirit"             | Patrick Casey e Josh Miller | Patrick Casey e Josh Miller                        | 2 de agosto de 2019    |
| No primeiro dia de aula, um grupo de párias sociais está preso na detenção no fim de semana. Ao servir detenção, eles são confrontados pelas lendárias assombrações da escola. Elenco : Corey Fogelmanis, Annie Q., Caso Jessi, Julian Works, Philip Labes, Hugo Armstrong |                             |                             |                                                    |                        |
| 12 | "Pure"                      | Hannah Macpherson           | Paul Fischer e Paul Davis                          | 6 de setembro de 2019  |
| No dia dos filhos, várias meninas adolescentes em um retiro de pureza participam de um ritual secreto e começam a ver uma entidade sobrenatural. As meninas precisam se concentrar no demônio que desencadearam, assim como as expectativas de seus pais. Elenco : Jahkara Smith, McKaley Miller, Scott Porter, Cochrane Annalisa, Ciara Bravo , Jim Klock, TC Carter. |                             |                             |                                                    |                        |

## Lançamento
Foi confirmado via Twitter que a série estrearia no Brasil na plataforma de streaming HBO Max no dia 29 de junho.

## Recepção
A série foi recebida com uma resposta positiva dos críticos em sua estréia. No site de agregação de revisão Rotten Tomatoes, a série detém uma taxa de aprovação de 67% com uma classificação média de 5,65 dos 10 com base em 7 comentários. O consenso crítico do site diz: "Into the Dark é uma antologia de horror digna, oferecendo aos espectadores uma seleção de contos góticos assustadores e espirituosos, como uma bandeja de bombons cheios de teias de aranha, criando um tratamento assustador de Halloween".
| - Temporada 1 (2018–19): Porcentagem de avaliações positivas rastreadas pelo site Rotten Tomatoes | |
|                                                                                                   | Esta página contém um gráfico que utiliza a extensão <graph>. A extensão está temporariamente indisponível e será reativada quando possível. Para mais informações, consulte o ticket T334940. |